# Museo diocesano (Agrigento)

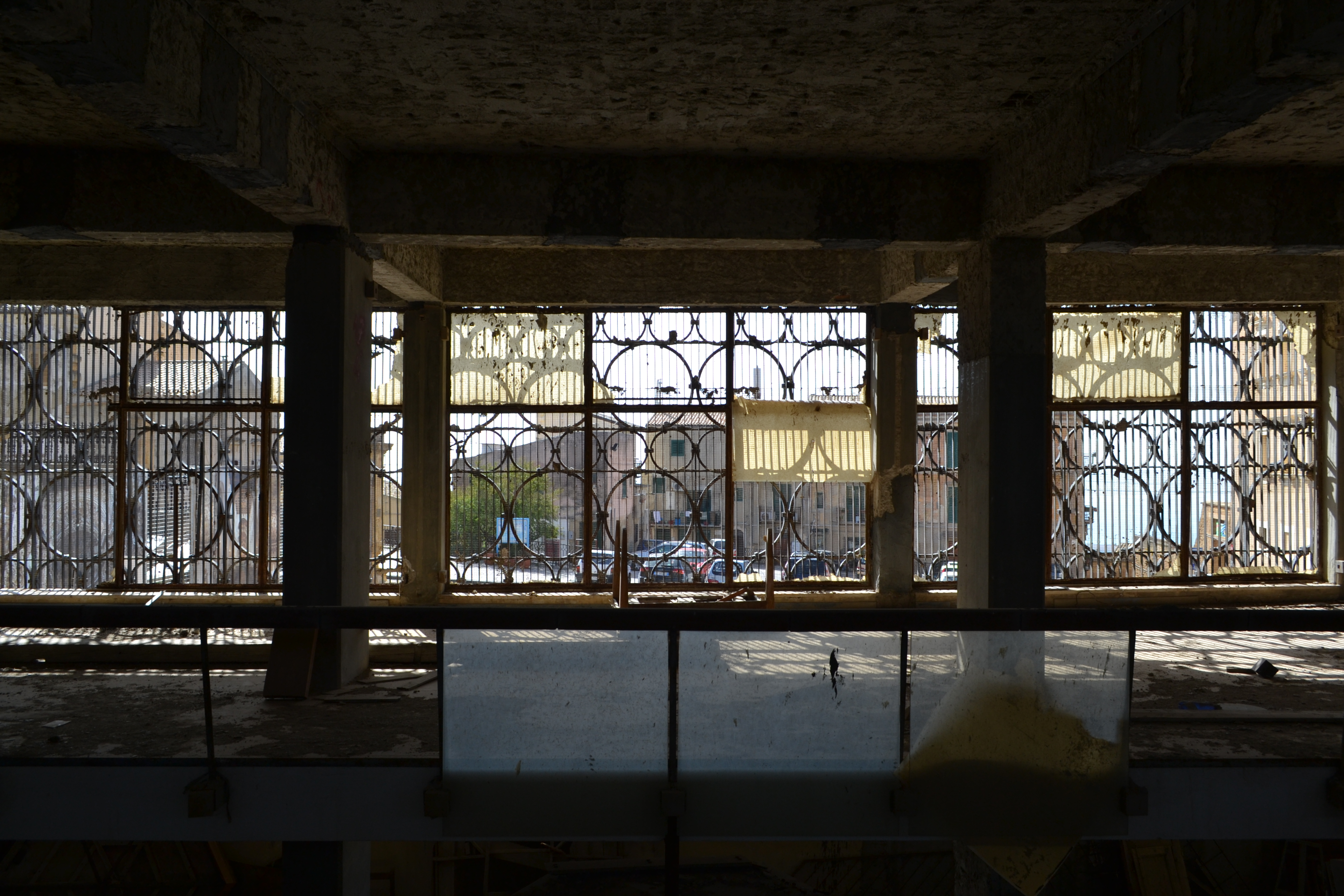
Una vista dall'interno del museo (2014).

L’ex Museo Diocesano (il Museo ora è stato allestito nelle Sale del vicino Palazzo Vescovile) è stato progettato dall'architetto museografo Franco Minissi, su commissione dell'allora Vescovo di Agrigento Mons. Giovanni Battista Peruzzo. Realizzato tra il 1958 e il 1963, demolendo il circolo didattico cattolico San Gerlando, il museo viene aperto al pubblico nel '64, ma svolge la propria funzione per un brevissimo periodo, due anni circa, poiché nel '66, a causa della frana verificatasi lungo il versante sud-ovest del centro storico della città, viene precauzionalmente chiuso e la sua collezione collocata nel Museo archeologico di San Nicola e nei locali del vicino Palazzo Arcivescovile.
Oggi il Museo Diocesano ha la sede centrale e principale nella città di Agrigento e altre sedi espositive, con mostre permanenti, diffuse sul territorio della Diocesi. Il Museo diffuso di Agrigento, che custodisce i Tesori della Cattedrale, rappresenta certamente l’entità storicamente più importante: della storia della Chiesa locale, dei suoi riti e tradizioni religiose, liturgiche e cultuali, degli sviluppi della cultura del territorio nei secoli, con particolare riferimento alle forme artistiche assunte nel tempo. Costituisce un prezioso strumento per promuovere la conoscenza del patrimonio culturale e, al contempo, per valorizzare e divulgare la storia della religiosità agrigentina. Il Museo Diocesano è parte originante del Mudia che ad Agrigento è costituito dal percorso museale a cielo aperto con i siti del centro storico Cattedrale, Museo Diocesano, Chiesa Maria dei Greci, San Lorenzo.
Con i diversi Poli espositivi, Mudia_Agrigento, Mudia_Aragona, Mudia_Sambuca di Sicilia, il museo diffuso permette di custodire e valorizzare il patrimonio ecclesiastico senza sradicarlo dal territorio e dalla comunità per il quale è stato pensato, progettato e realizzato. La comunità non viene privata del suo patrimonio artistico e dei suoi oggetti cultuali, potendoli valorizzare ancora per la catechesi e, all’occorrenza, per la liturgia.

## La storia dell'edificio

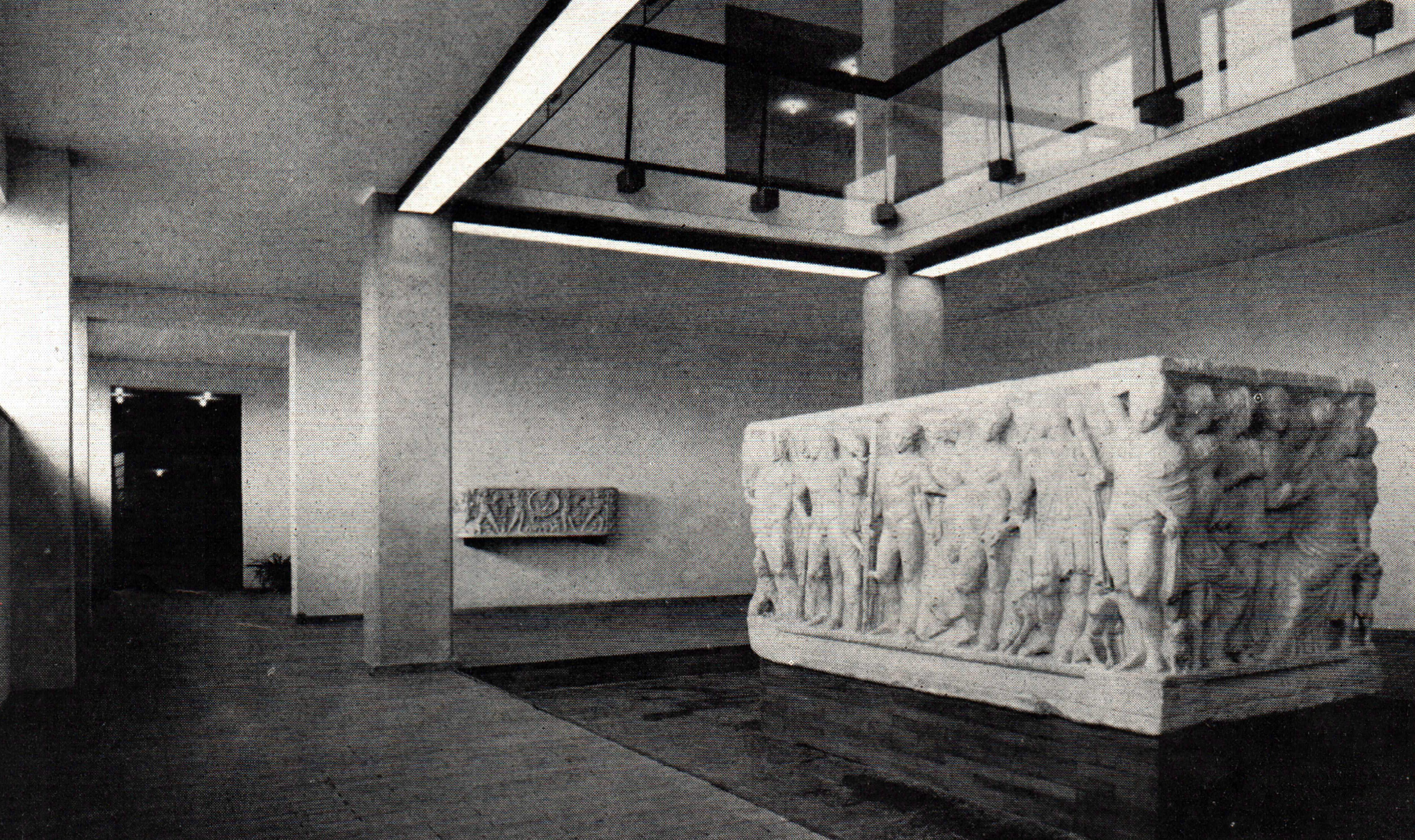
Il primo ballatoio, si affacciava sul vano in cui era esposto il Sarcofago di Fedra ed Ippolito, il pezzo più famoso della collezione.

L’edificio si attesta sul lato nord di Piazza Don Minzoni (all'estremità nord-ovest del centro storico) collocato tra la Cattedrale di San Gerlando e il Seminario Arcivescovile, su un terreno di proprietà della diocesi agrigentina. Proprio in questo luogo, fin dai tempi della Girgenti medievale, cinta da mura, sorgevano infatti i più preziosi ed importanti edifici, simboli di potere. 
Nel 1958, per costituire la sede del Museo Diocesano, che doveva custodire il prezioso patrimonio di arti mobili della Cattedrale e Seminario, si decideva di costruire un nuovo edificio sul tratto settentrionale del muro, pur essendo questa area fortemente fragile nella sua conformazione geologica. Del progetto veniva incaricato l'architetto museografo Franco Minissi, che ne avrebbe curato anche la direzione dei lavori.
L'edificio del museo si sviluppa su due piani destinati alle sale di esposizione e un attico arretrato che ospita gli uffici e l'attrezzatura tecnica. Le sale di esposizione sono state concepite secondo un'impostazione spaziale continua e unitaria, in cui i due piani, a mezzo di gallerie pensili e dislivelli interni, si articolano e si modellano in una ininterrotta serie di spazi opportunamente, conformati e proporzionati alle dimensioni del materiale esposto. Le vetrine destinate ai più importanti e preziosi paramenti sacri sono state concepite tenendo presente oltre la necessità della loro osservazione ravvicinata anche il loro effetto scenografico di vista d'insieme. L'edificio è stato studiato in cemento armato a gabbia con solai misti e muri di tamponamento in pietra locale; alla vasta superficie della facciata si è dato il massimo valore espressivo con la sovrapposizione di una massiccia inferriata che, con il suo movimentato disegno realizzato con profili di ferro, assume il carattere di una scultura.
In questa opera si è cercato di sfruttare tutte le possibilità architettoniche e tecniche affinché pur nell'osservanza rigida dei più moderni concetti museografici, venisse realizzata la maggior fusione possibile tra scatola muraria ed il suo prezioso contenuto.Realizzato tra il 1958 e il 1963, il museo viene aperto al pubblico nel '64, ma svolge la propria funzione per due anni circa, quando nel '66 viene precauzionalmente chiuso, e la sua collezione collocata (in maniera provvisoria, ma che poi risulterà definitiva per qualche decennio, oggi ancora in parte) nel Museo archeologico di San Nicola e nei locali della vicina Cattedrale. Questa data segna l'inizio di una intensa campagna di studi effettuati sul sottosuolo del versante nord-ovest del centro storico agrigentino, messa in moto con gli avvenimenti franosi, oltre che con le analisi condotte dalla Commissione Grappelli dal nome del coordinatore, Provveditore alle OO.PP. Ing. Giorgio Grappelli, nominata dal Ministero dei LL.PP. e di cui facevano parte autorevoli personalità quali l'ing. Arrigo Croce e il prof. Roberto Pane. Seguivano una serie di rapporti atti a definire il modello geologico, le cause dei dissesti ed infine le soluzioni, spesso progetti di consolidamento rimasti su carta, solo in parte realizzati, come quelli della Società Anonima Fondedile.